# Traugott Timme
Traugott Timme (* 19. Februar 1927 in Lübeck; † 29. September 2006 in Osnabrück) war ein deutscher Kirchenmusiker.

## Leben
Traugott Timme war von 1937 bis 1944 Thomaner unter Karl Straube und Günther Ramin, zuletzt als erster Präfekt. Er studierte in München bei Karl Richter Kirchenmusik. Er war von 1953 bis 1956 Kirchenmusiker in Kiel und bis 1989 Kirchenmusikdirektor an St. Marien in Osnabrück.

## Veröffentlichungen
- Neun Medaillons und andere Bücher. Wenner-Verlag, Osnabrück, 1998.
- Karl Straube und Günther Ramin. In: Der Thomanerchor Leipzig zwischen 1928 und 1950. Querstand.
- Auswahlchoralbuch zum Evangelischen Kirchengesangbuch. Bärenreiter, 1969, 1979.
- Choralvorspiele in tiefer Lage zum Auswahlchoralbuch. Bärenreiter, 1971.